# Lijst van oorlogsmonumenten in Bergeijk
De Nederlandse gemeente Bergeijk heeft één oorlogsmonument. Hieronder een overzicht.
| Nr.  | Object                          | Herdachte groep                              | Ontwerper    | Onthulling        | Type            | Locatie                                                              | Plaats    | Coördinaten                   | Foto |
| ---- | ------------------------------- | -------------------------------------------- | ------------ | ----------------- | --------------- | -------------------------------------------------------------------- | --------- | ----------------------------- | ---- |
| 794  | Poort der Bevrijding            | geallieerde militairen, overig               |              | 11 september 1994 | plaquette       |                                                                      | Bergeijk  | 51° 19' 22" NB, 5° 21' 32" OL |      |
| 4016 | Wellington monument             | geallieerde militairen, overig               |              | 9 september 1994  | gedenksten      | Borkselsedijk                                                        | Bergeijk  |                               |      |
| 4191 | Lancaster monument              | geallieerde militairen, overig               | Gijs Willems | 6 juni 2019       | gedenksten      | Schaijksedijk                                                        | Riethoven |                               |      |
|      | Plaquette Gemeentehuis Bergeijk | oorlogsslachtoffers                          |              |                   | plaquette       | Burgemeester Magneestraat, Gemeentehuis                              | Bergeijk  |                               |      |
|      | graf Johanna v.d. Linden        | burgerslachtoffers                           |              |                   | grafmonument    | Hof 16, Oude R.K. Begraafplaats                                      | Bergeijk  |                               |      |
|      | Nederlandse oorlogsgraven       | militairen in dienst van het Ned. Koninkrijk |              |                   | grafmonument    | Nieuwstraat Bergeijk, Rooms Katholieke Begraafplaats Hof in Bergeijk | Bergeijk  |                               |      |
|      | Liberation Route Marker 101     | geallieerde militairen                       |              |                   | gedenksteen     | Barrier                                                              | Bergeijk  |                               |      |
|      | Bevrijdigsboom                  | algemeen                                     |              |                   | bevrijdingsboom | in het patersbos                                                     | Bergeijk  |                               |      |

Alphen-Chaam ·
Altena ·
Asten ·
Baarle-Nassau ·
Bergeijk ·
Bergen op Zoom ·
Bernheze ·
Best ·
Bladel ·
Boekel ·
Boxtel ·
Breda ·
Cranendonck ·
Deurne ·
Dongen ·
Drimmelen ·
Eersel ·
Eindhoven ·
Etten-Leur ·
Geertruidenberg ·
Geldrop-Mierlo ·
Gemert-Bakel ·
Gilze en Rijen ·
Goirle ·
Halderberge ·
Heeze-Leende ·
Helmond ·
's-Hertogenbosch ·
Heusden ·
Hilvarenbeek ·
Laarbeek ·
Land van Cuijk ·
Loon op Zand ·
Maashorst ·
Meierijstad ·
Moerdijk ·
Nuenen, Gerwen en Nederwetten ·
Oirschot ·
Oisterwijk ·
Oosterhout ·
Oss ·
Reusel-De Mierden ·
Roosendaal ·
Rucphen ·
Sint-Michielsgestel ·
Someren ·
Son en Breugel ·
Steenbergen ·
Tilburg ·
Valkenswaard ·
Veldhoven ·
Vught ·
Waalre ·
Waalwijk ·
Woensdrecht ·
Zundert